# 本田毅彦
本田 毅彦（ほんだ たけひこ、1961年 -）は、日本の歴史学者。専門はイギリス近現代史。京都女子大学文学部教授。

## 経歴
愛知県出身。京都大学大学院文学研究科博士課程中退。オックスフォード大学よりPh.D (Modern History) 取得。帝京大学文学部助手、講師、助教授、准教授を経て、現在は京都女子大学史学科教授。

## 著書

### 単書
- 『インド植民地官僚 大英帝国の超エリートたち』（講談社選書メチエ、2001年）
- 『大英帝国の大事典作り』（講談社選書メチエ、2005年）

### 翻訳
- ロナルド・ハイアム『セクシュアリティの帝国 近代イギリスの性と社会』（柏書房、1997年）
- ロバート・スキデルスキー『共産主義後の世界 ケインズの予言と我らの時代』（柏書房、2003年）

### 刊行史料
- 『『外国の新聞と雑誌』に見る海外論調』第6巻－第10巻（柏書房、1997年）